# ریاض محرز
ریاض کریم مَحرِز (زادهٔ ۲۱ فوریهٔ ۱۹۹۱) بازیکن فوتبال اهل الجزایر است که در پست وینگر برای باشگاه الاهلی در لیگ حرفه‌ای فوتبال عربستان و تیم ملی الجزایر بازی می‌کند.
محرز فوتبال حرفه‌ای را در تیم کوئیمپر آغاز کرد و یک فصل در این باشگاه ماند؛ سپس به باشگاه لو آور رفت و سه سال در این تیم بازی کرد. در ژانویه ۲۰۱۴، او به عضویت باشگاه لستر سیتی درآمد و در فصل اول حضورش یکی از عوامل قهرمانی لسترسیتی در لیگ چمپیونشیپ و صعود این تیم به لیگ برتر جزیره بود. او در فصل ۱۶–۲۰۱۵ این بار با درخشش خود به قهرمانی لستر سیتی در لیگ برتر کمک کرد که در این فصل بهترین بازیکن سال انگلستان و بازیکن الجزایری سال شد و همچنین در تیم منتخب سال انگلستان قرار گرفت. محرز در ۲۰۱۸ به منچستر سیتی پیوست و با این باشگاه در فصل اول حضورش سه‌گانه داخلی انگلستان شامل لیگ برتر، جام حذفی و جام اتحادیه انگلستان را کسب کرد.

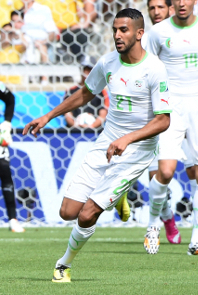
محرز در ۲۰۱۴

او در فرانسه متولد شده‌است اما در سال ۲۰۱۴ اولین بازی ملی خود را برای تیم ملی الجزایر انجام داد و سپس در جام جهانی ۲۰۱۴ و جام ملت‌های آفریقا ۲۰۱۵، ۲۰۱۷، ۲۰۱۹ و ۲۰۲۱ تیم ملی کشورش را همراهی کرد. محرز با الجزایر به قهرمانی در جام ملت‌های آفریقا ۲۰۱۹ رسید. او در سال ۲۰۱۶ از سوی کنفدراسیون فوتبال آفریقا به عنوان بهترین بازیکن سال آفریقا انتخاب شد.

## آمار ملی

### بازی‌های ملی
تا تاریخ ۲۳ ژانویه ۲۰۲۴
| الجزایر | الجزایر | الجزایر | الجزایر |
| سال     | بازی    | گل      | پاس گل  |
| ------- | ------- | ------- | ------- |
| ۲۰۱۴    | ۹       | ۲       | ۶       |
| ۲۰۱۵    | ۱۳      | ۲       | ۸       |
| ۲۰۱۶    | ۵       | ۲       | ۶       |
| ۲۰۱۷    | ۸       | ۲       | ۲       |
| ۲۰۱۸    | ۸       | ۲       | ۴       |
| ۲۰۱۹    | ۱۴      | ۵       | ۴       |
| ۲۰۲۰    | ۴       | ۳       | ۱       |
| ۲۰۲۱    | ۹       | ۸       | ۳       |
| ۲۰۲۲    | ۹       | ۲       | ۱       |
| ۲۰۲۳    | ۱۰      | ۲       | ۵       |
| ۲۰۲۴    | ۴       | ۱       | ۰       |
| مجموع   | ۹۳      | ۳۱      | ۴۰      |

### گل‌های ملی
| شماره | تاریخ           | میزبان   | بازی ملی | حریف        | نتیجه | رقابت                          |
| ----- | --------------- | -------- | -------- | ----------- | ----- | ------------------------------ |
| ۱     | ۱۵ اکتبر ۲۰۱۴   | البلیده  | ۷        | مالاوی      | ۳–۰   | مقدماتی جام ملت‌های آفریقا ۲۰۱۵ |
| ۲     | ۱۵ نوامبر ۲۰۱۴  | البلیده  | ۸        | اتیوپی      | ۳–۱   | مقدماتی جام ملت‌های آفریقا ۲۰۱۵ |
| ۳     | ۲۷ ژانویه ۲۰۱۵  | مالابو   | ۱۳       | سنگال       | ۲–۰   | جام ملت‌های آفریقا ۲۰۱۵         |
| ۴     | ۱۷ نوامبر ۲۰۱۵  | البلیده  | ۲۲       | تانزانیا    | ۷–۰   | مقدماتی جام جهانی ۲۰۱۸         |
| ۵     | ۴ سپتامبر ۲۰۱۶  | البلیده  | ۲۵       | لسوتو       | ۶–۰   | مقدماتی جام ملت‌های آفریقا ۲۰۱۷ |
| ۶     | ۴ سپتامبر ۲۰۱۶  | البلیده  | ۲۵       | لسوتو       | ۶–۰   | مقدماتی جام ملت‌های آفریقا ۲۰۱۷ |
| ۷     | ۱۵ ژانویه ۲۰۱۷  | فرانسویل | ۲۸       | زیمبابوه    | ۲–۲   | جام ملت‌های آفریقا ۲۰۱۷         |
| ۸     | ۱۵ ژانویه ۲۰۱۷  | فرانسویل | ۲۸       | زیمبابوه    | ۲–۲   | جام ملت‌های آفریقا ۲۰۱۷         |
| ۹     | ۱۸ نوامبر ۲۰۱۸  | لومه     | ۴۳       | توگو        | ۴–۱   | مقدماتی جام ملت‌های آفریقا ۲۰۱۹ |
| ۱۰    | ۱۸ نوامبر ۲۰۱۸  | لومه     | ۴۳       | توگو        | ۴–۱   | مقدماتی جام ملت‌های آفریقا ۲۰۱۹ |
| ۱۱    | ۲۳ ژوئن ۲۰۱۹    | قاهره    | ۴۷       | کنیا        | ۲–۰   | جام ملت‌های آفریقا ۲۰۱۹         |
| ۱۲    | ۷ ژوئیه ۲۰۱۹    | قاهره    | ۵۰       | گینه        | ۳–۰   | جام ملت‌های آفریقا ۲۰۱۹         |
| ۱۳    | ۱۴ ژوئیه ۲۰۱۹   | قاهره    | ۵۲       | نیجریه      | ۲–۱   | جام ملت‌های آفریقا ۲۰۱۹         |
| ۱۴    | ۱۵ اکتبر ۲۰۱۹   | لیل      | ۵۶       | کلمبیا      | ۳–۰   | دوستانه                        |
| ۱۵    | ۱۵ اکتبر ۲۰۱۹   | لیل      | ۵۶       | کلمبیا      | ۳–۰   | دوستانه                        |
| ۱۶    | ۱۳ اکتبر ۲۰۲۰   | لاهه     | ۵۹       | مکزیک       | ۲–۲   | دوستانه                        |
| ۱۷    | ۱۲ نوامبر ۲۰۲۰  | الجزیره  | ۶۰       | زیمبابوه    | ۳–۱   | مقدماتی جام ملت‌های آفریقا ۲۰۲۱ |
| ۱۸    | ۱۶ نوامبر ۲۰۲۰  | هراره    | ۶۱       | زیمبابوه    | ۲–۲   | مقدماتی جام ملت‌های آفریقا ۲۰۲۱ |
| ۱۹    | ۲۹ مارس ۲۰۲۱    | البلیده  | ۶۲       | بوتسوانا    | ۵–۰   | مقدماتی جام ملت‌های آفریقا ۲۰۲۱ |
| ۲۰    | ۶ ژوئن ۲۰۲۱     | البلیده  | ۶۳       | مالی        | ۱–۰   | دوستانه                        |
| ۲۱    | ۱۱ ژوئن ۲۰۲۱    | رادس     | ۶۴       | تونس        | ۲–۰   | دوستانه                        |
| ۲۲    | ۲ سپتامبر ۲۰۲۱  | البلیده  | ۶۵       | جیبوتی      | ۸–۰   | مقدماتی جام جهانی ۲۰۲۲         |
| ۲۳    | ۸ اکتبر ۲۰۲۱    | البلیده  | ۶۷       | نیجر        | ۶–۱   | مقدماتی جام جهانی ۲۰۲۲         |
| ۲۴    | ۸ اکتبر ۲۰۲۱    | البلیده  | ۶۷       | نیجر        | ۶–۱   | مقدماتی جام جهانی ۲۰۲۲         |
| ۲۵    | ۱۲ اکتبر ۲۰۲۱   | نیامی    | ۶۸       | نیجر        | ۴–۰   | مقدماتی جام جهانی ۲۰۲۲         |
| ۲۶    | ۱۶ نوامبر ۲۰۲۱  | البلیده  | ۷۰       | بورکینافاسو | ۲–۲   | مقدماتی جام جهانی ۲۰۲۲         |
| ۲۷    | ۲۷ سپتامبر ۲۰۲۲ | وهران    | ۷۷       | نیجریه      | ۲–۱   | دوستانه                        |
| ۲۸    | ۱۶ نوامبر ۲۰۲۲  | بئر جیر  | ۷۸       | مالی        | ۱–۱   | دوستانه                        |
| ۲۹    | ۲۳ مارس ۲۰۲۳    | براقی    | ۸۰       | نیجر        | ۲–۱   | مقدماتی جام ملت‌های آفریقا ۲۰۲۳ |
| ۳۰    | ۲۰ ژوئن ۲۰۲۳    | عنابه    | ۸۳       | تونس        | ۱–۱   | دوستانه                        |
| ۳۱    | ۹ ژانویه ۲۰۲۴   | لومه     | ۹۰       | بوروندی     | ۴–۰   | دوستانه                        |

## زندگی شخصی
محرز در کشور فرانسه و شهر سارسل از پدری الجزایری و مادری مراکشی به دنیا آمد. نام کامل او ریاض کریم محرز است. او جزو فوتبالیست‌های مسلمان جهان به حساب می‌آید. او در ۱۵ سالگی پدرش را بر اثر حمله قلبی از دست داد.
وی پس از جدایی از ریتا جوهال در سال ۲۰۲۰ با نامزد انگلیسی‌اش تیلور وارد زندگی شد.